# 北平艺术馆
北平艺术馆，演剧团体，1947年底由时任北平师范大学英语系教授兼主任的焦菊隐创办，上演过话剧《上海屋檐下》（夏衍编剧）、《大团圆》（黄宗江编剧）、京剧《桃花扇》（欧阳予倩编剧）。1948年北平艺术馆解散。